# Ogboni
Der Ogboni-Bund ist eine religiöse Vereinigung im südwestlichen Nigeria.
Der in Ijebu oshugbo genannte Ogboni-Bund spielt als bedeutende sozio-religiöse Institution eine wichtige Rolle in der traditionellen Gesellschaft der Yoruba. Als religiöse Einrichtung zelebriert er die als Ahnen, aber auch als Erdgeister verehrten Gründerväter und -mütter der lokalen Gesellschaften. In den meisten Fällen sind diese Gründervater die mythischen Vorfahren eines lokalen Königs – der Kult bezieht sich also weniger auf den Himmelsgott Odudua, den kosmischen Vorfahren aller legitimen Könige der Yoruba, sondern auf die lokalen Helden, die als Gründer der verschiedenen Gemeinden als Erdgeister immer noch über deren Gedeihen wachen.
Das Wohlergehen der Gemeinschaft wird und wurde durch die Pflege der Tradition garantiert, die auf eine harmonische Kooperation der verschiedenen gesellschaftlichen Gruppen dringt, von Männern und Frauen, Alten und Jungen. Zum Ogboni-Bund gehören deshalb alle traditionellen Führer (Männer und teilweise auch Frauen), darunter auch die Würdenträger der lokalen religiösen Kulte, die Bezirkshäuptlinge, bedeutenden Hofbeamten und militärischen Führer.
Laut Henry Drewal verläuft die Initiation in den Oshugbo-Bund in Ijebu in mehreren Stufen und gilt als abgeschlossen, wenn der Initiant eine iwekun genannte Zeremonie absolviert hat. Dabei wird ein Armband aus drei an einem Band (okun) befestigten Kauris gewaschen und dann am linken Handgelenk getragen. Die bedeutendsten Mitglieder des Oshugbo-Bundes sind sechs hohe Häuptlinge, die den verschiedenen Stadtvierteln vorstehen und über ihre Lineage-Zugehörigkeit mit den Gründern der Gemeinde verwandt sind. Die höchsten Funktionäre sind der Oluwo, der die Versammlungen einberuft und leitet, der Apena, der die Menschen zum iledi ruft, Opfer darbringt und die Ritualobjekte im Kulthaus schützt, sowie die Erelu oder Olupon („Löffelhalterin“). Sie wird so genannt, weil sie mit einem großen Holzlöffel (upon) Nahrung verteilt.
Den König selbst repräsentiert ein Würdenträger namens Olorin („Besitzer des Metalls“), der in Ijebu vom Oshugbo-Bund gewählt wird. In Oyo wird der Alafin durch eine Würdenträgerin vom Hofe vertreten.
Durch den sozialen Status seiner Mitglieder ist der Ogboni-/Oshugbo-Bund nicht nur eine für den Kult der königlichen Ahnen und der alten Traditionen zuständige religiöse Gruppe, sondern auch eine sehr mächtige soziale Institution, die an der Beurteilung aller sozialen, politischen und legalen Fragen beteiligt ist und als Gegengewicht zur sakralen Macht des Herrschers eine wichtige Rolle im komplexen Netzwerk von Macht und Machtkontrolle spielt. So könnte man den Ogboni als einen Kult der traditionellen Herrschaft beschreiben.
Bei den im Abstand von 16 oder 17 Tagen stattfindenden Versammlungen führen die Mitglieder von Ogboni/Oshugbo die Rituale für die königlichen Ahnen aus, essen, trinken und besprechen alle wichtigen Angelegenheiten der Stadt. Der Inhalt ihrer Diskussionen dringt aufgrund eines heiligen Eides zur Geheimhaltung, der vor den Ahnen-Erdgeistern geschworen wird, nicht in die Außenwelt. Die Erde ist Zeugin aller Taten der Menschen. Unterstützt durch die traditionellen Gesetze der königlichen Ahnen, kann der Bund im Konfliktfall sogar den Herrscher seinem Willen unterwerfen. Er schlichtet Streit, sitzt zudem zu Gericht und konnte früher auch Todesstrafen verhängen, die von dem verwandten Oro-Bund ausgeführt wurden.